# Брадъртън
Брадъртън или Индианци Брадъртън (на английски: Brothertown, Brothertown Indians) е северноамериканско индианско племе формирано в края на 18 век от потомци на различни племена живеещи в Нова Англия. След Американската революция племето мигрира на запад в Ню Йорк при онайда. През 1830те заедно с индианците Стокбридж и повечето онайда се преместват в Уисконсин. През 1839 г. Брадъртън стават първите американски индианци, които получават американско гражданство. В началото на 21 век племето има над 4000 записани членове, повечето от които живеят във Фон дю Лак – Уисконсин.

## История
Под името индианци Брадъртън е известна една група със смесено население, формирана от потомци на различни алгонкински племена от Нова Англия по време на колониалния период. Първоначално това са групите на източните матабесики (хамонасет, менункатук, куинипиак, подунк, тунксис, уангунк), които успяват да избегнат асимилация от страна на мохеганите след 1637 г. Тези групи започват да се събират заедно близо до Фармингтън в Кънектикът. След 1770 г. тази смесена общност става известна като индианците Брадъртън. С течение на времето към Брадъртън се присъединяват хора от племената мохок, пекуот, ниантик, масачузет, нарагансет, мохеган, метоаки и някои поугусет. През 1788 г. по покана на онайда, 250 от тези индианци християни, водени от проповедника мохеган, Самсон Окъм се преместват в Ню Йорк. През 1822 г. тази група, заедно с онайда и Стокбридж продават земите си в северен Ню Йорк и през 1834 г. се преместват в северен Уисконсин, върху земя закупена от меномините. На 3 март 1839 г. с акт на правителството индианците Брадъртън са обявени за американски граждани. През 1978 г. племето подава документи за федерално признаване. През 2009 г. искът им е отхвърлен с мотива, че племето не покрива 5 от изискванията за федерално признаване. Днес индианците Брадъртън са културно обособена общност със седалище във Фон дю Лак – Уисконсин. Племето има над 4000 записани членове.
Има още една група известна като Брадъртън, която живее в резерват Брадъртън в окръг Бърлингтън в Ню Джърси до 1802 г. Тази група е съставена от потомци на раританите и други делаварски племена. Днес техни потомци вероятно са част от Стокбридж в Уисконсин.